# Беа, Хосе Альфредо
Хосе́ Альфре́до Бе́а Гарси́я (исп. José Alfredo Bea García; 14 октября 1969, О-Грове) — испанский гребец-каноист, выступал за сборную Испании на всём протяжении 1990-х и 2000-х годов. Участник четырёх летних Олимпийских игр, серебряный призёр чемпионата мира, серебряный и дважды бронзовый призёр чемпионатов Европы, победитель многих регат национального и международного значения. Также известен как гребец-марафонец.

## Биография
Хосе Альфредо Беа родился 14 октября 1969 года в муниципалитете О-Грове провинции Понтеведра. Активно заниматься греблей начал с раннего детства, проходил подготовку в местном спортивном клубе «Бреоган».
Благодаря череде удачных выступлений удостоился права защищать честь страны на домашних летних Олимпийских играх 1992 года в Барселоне — в зачёте одиночных каноэ сумел дойти лишь до стадии полуфиналов, где финишировал восьмым. Четыре года спустя на Олимпиаде в Атланте занял седьмое место в двойках на пятистах метрах и восьмое место в двойках на тысяче метрах.
Первого серьёзного успеха на взрослом международном уровне Беа добился в 1999 году, когда попал в основной состав испанской национальной сборной и побывал на чемпионате Европы в хорватском Загребе, откуда привёз награду бронзового достоинства, выигранную в зачёте двухместных каноэ на дистанции 500 метров. Будучи одним из лидеров гребной команды Испании, благополучно прошёл квалификацию на Олимпийские игры 2000 года в Сиднее — на сей раз показал в полукилометровой программе двоек четвёртый результат, немного не дотянув до призовых позиций, тогда как на километре финишировал в решающем заезде девятым.
После сиднейской Олимпиады Хосе Альфредо Беа остался в основном составе испанской национальной сборной и продолжил принимать участие в крупнейших международных регатах. Так, в 2001 году на европейском первенстве в Милане он получил бронзу в двойках на пятистах метрах и серебро в четвёрках на тысяче метрах. Кроме того, в этом сезоне выиграл серебряную медаль на мировом первенстве в польской Познани, тоже среди двухместных каноэ на тысяче метрах. В 2004 году отправился представлять страну на Олимпийских играх 2004 года в Афинах, где дошёл до полуфинала в полукилометровой гонке двоек и занял седьмое место на километре.
Помимо участия в соревнованиях по спринтерской гребле, в поздние годы Беа также регулярно участвовал в марафонских регатах. В частности, является четырёхкратным серебряным призёром марафонских чемпионатов мира (2003, 2005, 2006, 2007).